# Jogos Pan-Americanos de 2003
Os Jogos Pan-Americanos de 2003 foram a 14ª edição do evento multiesportivo, realizado na cidade de São Domingos, na República Dominicana, pela primeira vez, entre os dias 1 e 17 de agosto. A delegação brasileira foi composta por 467 atletas, entre os 5 500 participantes.
Marcados pelos atrasos nas obras e problemas de organização, os Jogos de Santo Domingo acabaram se destacando pela empolgação dos dominicanos.

## Países participantes
42 Comitês Olímpicos Nacionais participaram do evento, sendo que Guadalupe e Martinica participaram como convidados:
| - ANT Antígua e Barbuda - AHO Antilhas Neerlandesas - ARG Argentina - ARU Aruba - BAH Bahamas - BAR Barbados - BIZ Belize - BER Bermudas - BOL Bolívia - BRA Brasil - CAN Canadá | - CHI Chile - COL Colômbia - CRC Costa Rica - CUB Cuba - DMA Dominica - ESA El Salvador - ECU Equador - USA Estados Unidos - GRN Granada - GDL Guadalupe - GUA Guatemala | - GUY Guiana - HAI Haiti - HON Honduras - CAY Ilhas Cayman - VIR Ilhas Virgens Americanas - BVI Ilhas Virgens Britânicas - JAM Jamaica - MTQ Martinica - MEX México - NCA Nicarágua - PAN Panamá | - PAR Paraguai - PER Peru - PUR Porto Rico - DOM República Dominicana - LCA Santa Lúcia - SKN São Cristóvão e Neves - VIN São Vicente e Granadinas - SUR Suriname - TRI Trinidad e Tobago - URU Uruguai - VEN Venezuela |

## Modalidades
Foram disputadas 39 modalidades nesta edição dos Jogos:
| - Atletismo - Badminton - Basquetebol - Beisebol - Boliche - Boxe - Canoagem - Caratê - Ciclismo - Esgrima | - Esqui aquático - Futebol - Ginástica - Handebol - Hipismo - Hóquei sobre a grama - Judô - Levantamento de peso - Lutas | - [[Ficheiro:\|border \|20px\|link=\|alt=]] Nado sincronizado - Natação - Patinação sobre rodas - Pelota basca - Pentatlo moderno - Polo aquático - Raquetebol - Remo - Saltos ornamentais - Softbol | - Squash - Taekwondo - Tênis - Tênis de mesa - Tiro esportivo - Tiro com arco - Triatlo - Vela - Voleibol - Voleibol de praia |

## Quadro de medalhas
País sede destacado.
| Ordem | País                     |     |    |    |     |
| 1     | USA Estados Unidos       | 117 | 80 | 73 | 270 |
| 2     | CUB Cuba                 | 72  | 41 | 39 | 152 |
| 3     | CAN Canadá               | 29  | 57 | 42 | 128 |
| 4     | BRA Brasil               | 29  | 40 | 54 | 123 |
| 5     | MEX México               | 20  | 27 | 32 | 79  |
| 6     | VEN Venezuela            | 16  | 21 | 27 | 64  |
| 7     | ARG Argentina            | 16  | 20 | 27 | 63  |
| 8     | COL Colômbia             | 11  | 8  | 24 | 43  |
| 9     | DOM República Dominicana | 10  | 12 | 19 | 41  |
| 10    | JAM Jamaica              | 5   | 2  | 6  | 13  |